# Großschönau (Sachsen)
Großschönau este o comună din landul Saxonia, Germania.

## Populație
| An   | Populație                           | Populație   |
| ---- | ----------------------------------- | ----------- |
|      | Neuschönau                          | Großschönau |
| 1871 | în 1867 incorporată în Grossschönau | 5715        |
| 1910 | –                                   | 7806        |
| 1925 | –                                   | 7348        |
| 1939 | –                                   | 7093        |
| 1946 | –                                   | 8299        |
| 1950 | –                                   | 8471        |
| 1964 | –                                   | 8088        |
| 1990 | –                                   | 6371        |
| 2000 | –                                   | 5707        |
| 2007 | –                                   | 6310        |
| 2010 | –                                   | 6035        |
| 2012 | –                                   | 5804        |
| 2013 | –                                   | 5767        |
| 2014 | –                                   | 5714        |
| 2015 | –                                   | 5589        |